# Hans Höppner (Journalist)
Hans Höppner (1929–2006) war ein deutscher Journalist. Er war langjähriger Chefredakteur des Spandauer Volksblatts.

## Leben
Höppner begann 1946 eine kaufmännische Ausbildung im Zeitungsverlag Erich Lezinskys, dessen „Spandauer Volksblatt“ eine der ersten nach dem Krieg lizenzierten Tageszeitungen in Deutschland war. Seine journalistische Laufbahn begann er mit dem Verfassen von Sportartikeln, dann wurde er Lokalredakteur, politischer Redakteur und 1962 Chefredakteur. Zusammen mit dem Verlagsleiter Otto Peter Schasiepen, der als Repräsentant einer Unternehmensberatung zum Spandauer Volksblatt kam, engagierte er eine Gruppe von Wissenschaftlern, Schriftstellern und Künstlern für das Blatt. Dazu gehörten zunächst Günter Grass, zu dem Höppner auf Vermittlung des damaligen Berliner Wirtschaftssenators Karl Schiller bei der Eröffnung der Berliner Philharmonie Kontakt aufnahm, Volker Klotz, Gerhard Schoenberner und Wolfgang Neuss. Später kamen Klaus Wagenbach, Marianne Regensburger, Ossip K. Flechtheim, Margherita von Brentano, Peter Schneider, Hans Christoph Buch, Hermann Peter Piwitt, Peter O. Chotjewitz und Friedrich Christian Delius und als wöchentlicher Kolumnist Ekkehart Krippendorff hinzu. Ihr gemeinsames Ziel war es, aus dem Spandauer Volksblatt eine „New York Times von Kyritz an der Knatter“ zu machen. Höppner bereinigte das Verhältnis zur SPD, das infolge eines Namensstreits um die Lizenz seit Kriegsende angespannt war. Er profilierte das Spandauer Volksblatt durch sein Eintreten für eine neue Ostpolitik, unter anderem ließ die Zeitung als erste deutsche Publikation die Anführungszeichen bei der Abkürzung DDR weg und verzichtete auf den damals üblichen Antikommunismus. Wolfgang Neuss und Günter Grass verkauften die Zeitung auch am Kurfürstendamm, um sie außerhalb Spandaus bekannter zu machen. Höppners Hoffnung, über die „Spandauer Festung“ hinauszukommen und für die Zeitung „den Weg nach Berlin zu finden“, erfüllte sich aber nicht. Die Auflage stagnierte bei 25.000 bis 30.000 Exemplaren. Auch verließ Schasiepen das Blatt bereits nach einem Jahr nach einem Konflikt mit der Verlegerfamilie, auch sein Nachfolger Stefan Reisner ging 1965 im Streit. Mit ihm verließen die meisten neu engagierten Schriftsteller und Künstler die Zeitung wieder. Höppner war zwar an einer stärkeren Präsenz außerhalb Spandaus interessiert, er wollte aber auch auf die lokale Verankerung im Bezirk, wo er auf der Straße respektvoll gegrüßt wurde und man mit ihm gerne in der Kneipe über Politik und Fußball diskutierte, nicht verzichten.
1987 wurden Verlag und Redaktion noch einmal modernisiert, auch Stefan Reisner kehrte noch einmal als Autor zurück. Die Verlegerin Ingrid Below-Lezinsky entschied sich jedoch bereits Anfang der 1980er Jahre aus wirtschaftlichen Gründen und gegen den Protest Höppners dafür, dem  Axel-Springer-Verlag eine Beteiligung von zunächst 18, 9 % einzuräumen. 1989 wurde diese auf die kartellrechtlich maximal zulässigen 24, 9 % aufgestockt. In der Folge diktierte der Springer-Verlag dem Blatt einen neuen, am Boulevardjournalismus orientierten Stil. Höppner, damals der dienstälteste Westberliner Chefredakteur, kündigte daraufhin zum Jahresende 1989. Als Grund nannte er seine Befürchtung, die Zeitung werde sich künftig zu sehr auf Spandau konzentrieren. Ihn beschäftige weniger „die Sorge um die Tendenz des Blattes als um dessen Philosophie - und das, was seine Rolle in Berlin betrifft“. Redaktionelle Veränderungen brachten jedoch keine wesentliche Steigerung des Verkaufs und 1992 stellte die Zeitung ihr Erscheinen ein. Höppner kommentierte dies: „Es ist traurig; es hätte auch ganz anders kommen können. Aber was hilft's.“
Nach seiner Kündigung hatte Höppner einen Beratervertrag bei RIAS-TV und verfasste Kolumnen für verschiedene Zeitungen. Er spielte bis an sein Lebensende Fußball und starb 2006 an Herzversagen.

## Veröffentlichungen
- Fritz Tasché, Hans Höppner, Die Spandauer Altstadt, ISBN 978-3-89468-104-3, Edition Hentrich, 1994